# Стоян Стоянов (художник)
Стоян Стоянов е български график, работил основно с литография.

## Ранни години и образование
Стоян Стоянов – Течи е роден на 28 август 1941 година в град София. Завършва Пражката академия за изящни изкуства през 1969 година със специалност Графика и илюстрация с ръководител проф. Вицент Хложник.

## Кариера
Освен с графика се занима и с илюстрация и оформление на книги. Участва в графични биеналета в Краков, Виена и др. Неговото творчество е присъствало в представителни изложби на българската графика в Италия, Мексико, Япония, Германия, Русия, Великобритания, Индия, Турция и Югославия. В периода 1989 – 1994 е директор на Националната художествена галерия, както и професор по графика в Националната художествена академия.

## Наследство
През 2008 г. във Виена е открита изложба, посветена на творчеството на Стоянов в тамошния Български културен инситут. Гостите включват видни австрийци като Зигрид Берка и Йозеф Пробст.

Проф. д-р Филип Маурер оценява творчеството на Стоянов така:
„Прекрасни, фантастични са творбите на Стоян Стоянов – Течи, в тях се кръстосват форми, цветове и тонове по необикновен начин, а апокалипсисът не води до отчаяние, а до жизнеутвърждаваща борбеност.“